# À la recherche du dodo perdu
 (mai 2017).
Si vous disposez d'ouvrages ou d'articles de référence ou si vous connaissez des sites web de qualité traitant du thème abordé ici, merci de compléter l'article en donnant les références utiles à sa vérifiabilité et en les liant à la section « Notes et références ».
Pour plus de détails, voir Fiche technique et Distribution.
À la recherche du dodo perdu (Dough for the Dodo) est un cartoon Merrie Melodies américain en couleur et réalisé en 1949 par Friz Freleng. Il met en scène Porky Pig à la recherche du dernier des dodos. Il s'agit d'un remake de Porky à Zinzinville (titre original : Porky in Wackyland) réalisé par Bob Clampett en 1938.

## Synopsis
Dans les journaux, il est écrit que Porky s'en va chasser le dernier des dodos, pour 9 000 000 000 000 $. De ce fait, Porky l'affirme. À bord de son avion, il atterrit sur l'Afrique très très très noire. Porky lit un panneau marqué Bienvenue à Zinzinville. Tout peut arriver. Population : 100 imbéciles et un écureuil.
Le cochon est d'abord surpris par un monstre qui s'avère être généreux puis voit 4 personnes tenir le Soleil en faisant de l'acrobatie. On voit alors cette "imbécile de population". Après, Porky rencontre un homme qui a des informations concernant le dodo. Intronisé, le dodo commence par marcher sur Porky puis lui fait peur en émettant un son. La course-poursuite finit avec le dodo qui lance une brique sur Porky.
Porky roule le dodo en lui faisant croire qu'il est le dernier des dodos et qu'il vaux 6 trillions de dollars. Ce dernier le menotte et l'emmène avec lui avant d'être stoppé par Porky qui lui affirme qu'il est le dernier dodo et qu'il va devenir riche et l'emmène dans une autre direction, peu après plusieurs dodos apparaissent pour confirmer les dires du cochon avant de danser joyeusement.